# جاك بوير
جاك بوير (بالإنجليزية: Jacques Boyer)‏ مواليد 8 أكتوبر 1955 في مؤاب، يوتا، الولايات المتحدة، هو دراج أمريكي سابق في صنف سباق الدراجات على الطريق.

## سجل النتائج

### سباقات أو مراحل فاز بها
- طواف سويسرا

## روابط خارجية
- جاك بوير على موقع أرشيف الدراجات (الإنجليزية)
- جاك بوير على موقع إحصائيات الدراجات الإحترافية (الإنجليزية)
- جاك بوير على موقع CycleBase (الإنجليزية)